# 寺原伸夫
寺原 伸夫（てらはら のぶお、1928年3月1日 - 1998年3月30日）は、日本の作曲家。
宮崎県延岡市出身。宮崎農林専門学校（現・宮崎大学）を卒業後、中学校教員として勤務する傍ら作曲を始めた。1963年来日したアラム・ハチャトゥリアンの来日歓迎パーティーで合唱曲「日本の夜明け」を披露、才能を認められモスクワ音楽院に留学、以後7年間彼のもとで学んだ。1971年、修士課程修了作品として作曲した「チェロ協奏曲」はハチャトゥリアンやカバレフスキーに絶賛された。
吉永小百合の代表作である映画『キューポラのある街』の挿入歌『手のひらの歌』の作曲者。

## 代表作
- わらぐつの歌
- 手のひらの歌
- とびだせ宇宙へ
- ゆびぐるま
- さよならともだち
- 「チェロ協奏曲」
- モノオペラ「ひろしま」
- 弦楽合奏のための「ふるさとの歌」

## 著書
- 剣の舞 ハチャトゥリヤン 〜 師の追憶と足跡 （東京音楽社）

### 訳書
- ハチャトリアン 〜 生涯と作品 （ヴィクトル・ユゼフォーヴィッチ著、音楽之友社）